# جام آمریکای مرکزی کونکاکاف
جام آمریکای مرکزی یک رقابت سالانه فوتبال باشگاهی قاره‌ای است که توسط کونکاکاف برگزار می‌شود. این مسابقات توسط باشگاه‌هایی از آمریکای مرکزی برگزار می‌شود و به عنوان مسابقات مقدماتی آن منطقه برای جام قهرمانان کونکاکاف خدمت می‌کند.

## تاریخچه
در ۲۱ سپتامبر ۲۰۲۱ کونکاکاف برنامه‌های خود را برای گسترش مسابقات لیگ قهرمانان از ۱۶ به ۲۷ تیم اعلام کرد که از سال ۲۰۲۴ شروع می‌شود. به عنوان بخشی از بازسازی، مسابقات انتخابی منطقه‌ای برای تیم‌هایی از آمریکای شمالی، آمریکای مرکزی و کارائیب که از سال ۲۰۲۳ آغاز می‌شود، برگزار خواهد شد. جام آمریکای مرکزی جایگزین لیگ کونکاکاف به عنوان تنها روش صعود به لیگ قهرمانان برای تیم‌های آمریکای مرکزی خواهد شد.

## فرمت
این مسابقات به دو مرحله گروهی و حذفی تقسیم می‌شود. در مرحله اول ۲۰ تیم در چهار گروه پنج تیمی قرار خواهند گرفت. تیم‌ها در گروه خود یک بازی با هر تیم انجام می‌دهند و دو تیم برتر هر گروه به مرحله حذفی راه خواهند یافت. مرحله حذفی شامل چهار راند به علاوه یک راند بازی برای بازنده‌های مرحله یک چهارم نهایی خواهد بود.
دو برنده دور بازی و چهار برنده مرحله یک چهارم نهایی به جام قهرمانان کونکاکاف واجد شرایط می‌شوند. برنده جام آمریکای مرکزی یک استراحت در دور اول دریافت می‌کند و مستقیماً به مرحله یک شانزدهم نهایی لیگ قهرمانان کونکاکاف راه می‌یابد.

## مقدماتی
در مجموع ۲۰ تیم به نمایندگی از هر هفت عضو اتحادیه فوتبال آمریکای مرکزی بر اساس نتایج فصل‌های لیگ داخلی خود واجد شرایط خواهند شد. شرایط صلاحیت ۱۸ تیم به شرح زیر است:
- ۳ باشگاه از  کاستاریکا
- ۳ باشگاه از  السالوادور
- ۳ باشگاه از  گواتمالا
- ۳ باشگاه از  هندوراس
- ۳ باشگاه از  پاناما
- ۲ باشگاه از  نیکاراگوئه
- ۱ باشگاه از  بلیز

برای نسخه ۲۰۲۳، کاستاریکا و هندوراس با داشتن باشگاه‌های فینالیست لیگ کونکاکاف ۲۰۲۲، یک جایگاه اضافی دریافت خواهند کرد. قرار است توزیع دو سهمیه نهایی در سال‌های آینده مشخص شود.

## نتایج
| فصل  | قهرمان    | نتیجه | نایب قهرمان |
| ---- | --------- | ----- | ----------- |
| ۲۰۲۳ | آلاخولنسه | ۳–۰   | رئال استیلی |
| ۲۰۲۳ | آلاخولنسه | ۱–۱   | رئال استیلی |
| ۲۰۲۴ | آلاخولنسه | ۱–۱   | رئال استیلی |
| ۲۰۲۴ | آلاخولنسه | ۲–۱   | رئال استیلی |